# Arctosa indica
Arctosa indica là một loài nhện trong họ Lycosidae.
Loài này thuộc chi Arctosa. Arctosa indica được Benoy Krishna Tikader & A. Malhotra miêu tả năm 1980.